# Shawnee
För andra betydelser, se Shawnee (olika betydelser).

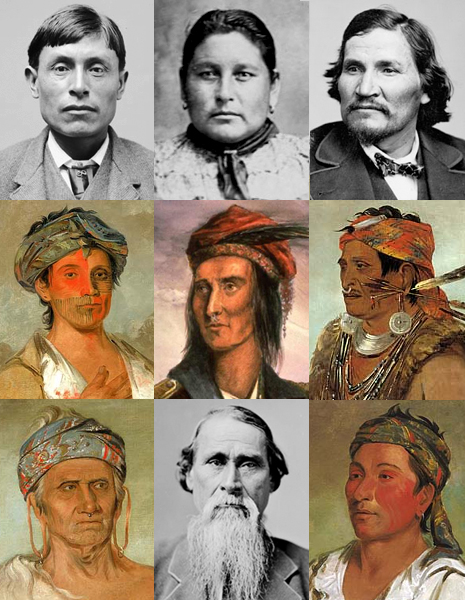
Shawneer

Shawneerna är en algonkinsktalande nordamerikansk ursprungsbefolkning i Nordamerika vilka i historisk tid bodde i nuvarande Ohio, Virginia, West Virginia, västra Maryland, Kentucky, Indiana och Pennsylvania. Idag finns det tre erkända shawnesiska indiannationer, alla med säte i Oklahoma.

## Förhistoria

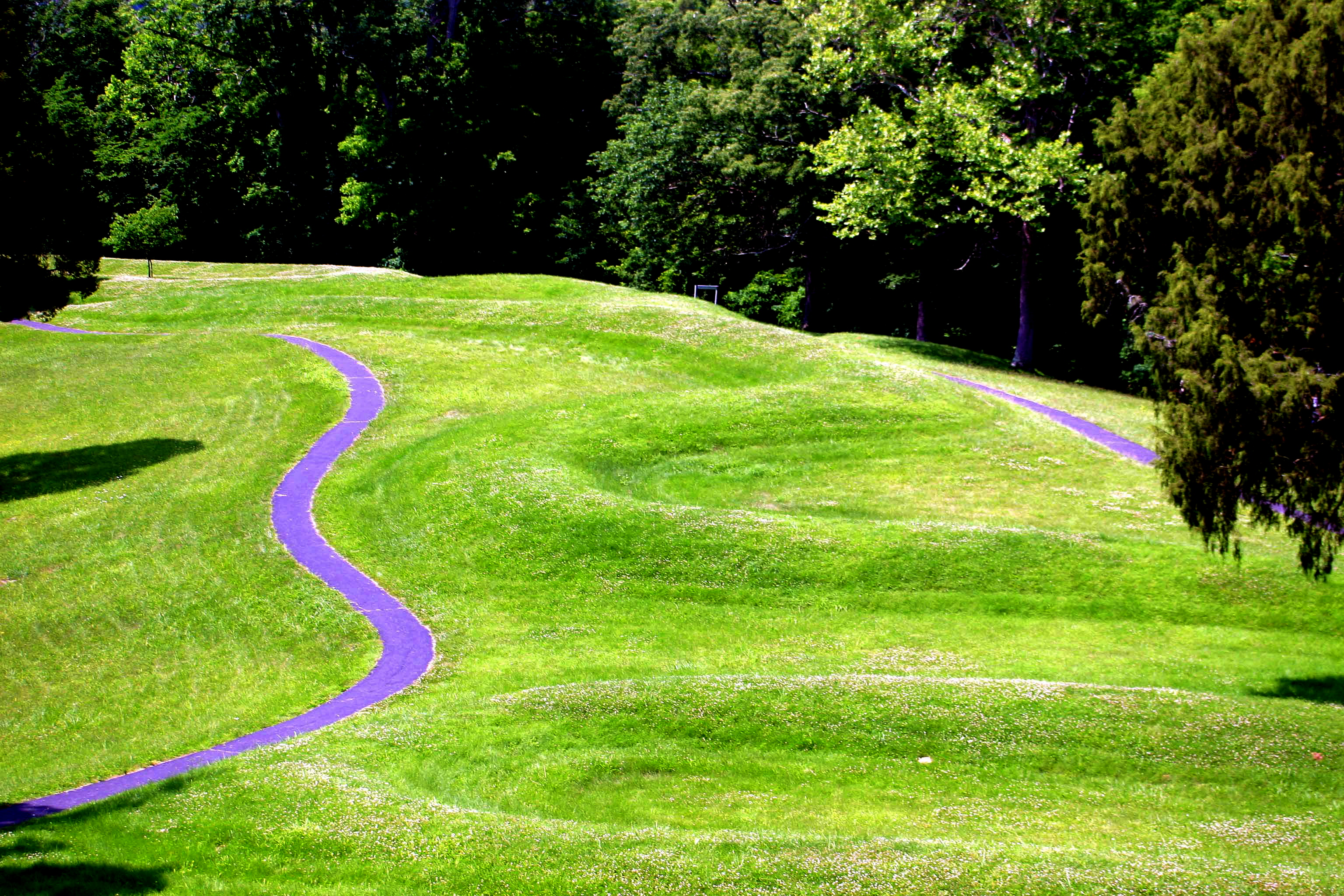
Shawneernas förfäder byggde bland annat Serpent Mound.

Shawneernas förfäder var bärare av Fort Ancient-kulturen vilken blomstrade 1000–1750 bland människor som huvudsakligen bebodde området kring Ohiofloden i dagens södra Ohio, norra Kentucky, sydöstra Indiana och västra West Virginia. De tillhörde ett majsodlande jordbrukssamhälle, med bofasta byar där man byggde ceremoniella plattformshögar. Fort Ancient-kulturen betraktades tidigare som en variant av Mississippikulturen, men idag menar forskningen att det är en självständigt utvecklad kultur som vuхit fram ur Hopewellkulturen i Ohio (200 f.Kr.–500 e.Kr).
Även under sitt mest komplexa stadium förefaller Fort Ancient-kulturen ha varit egalitär, den saknar Mississippikulturens politiska centralisering och ojämlika samhällsuppbyggnad. Arkeologiskt uttrycks detta genom att det inte finns några skillnader i gravskick mellan olika individer. Forskningen drar paralleller till irokesernas samhällen i historisk tid, där kravet på ledarnas generositet gjorde att resursackumulering hos enskilda individer eller släkten inte förekom.

## Historisk sociopolitisk organisation

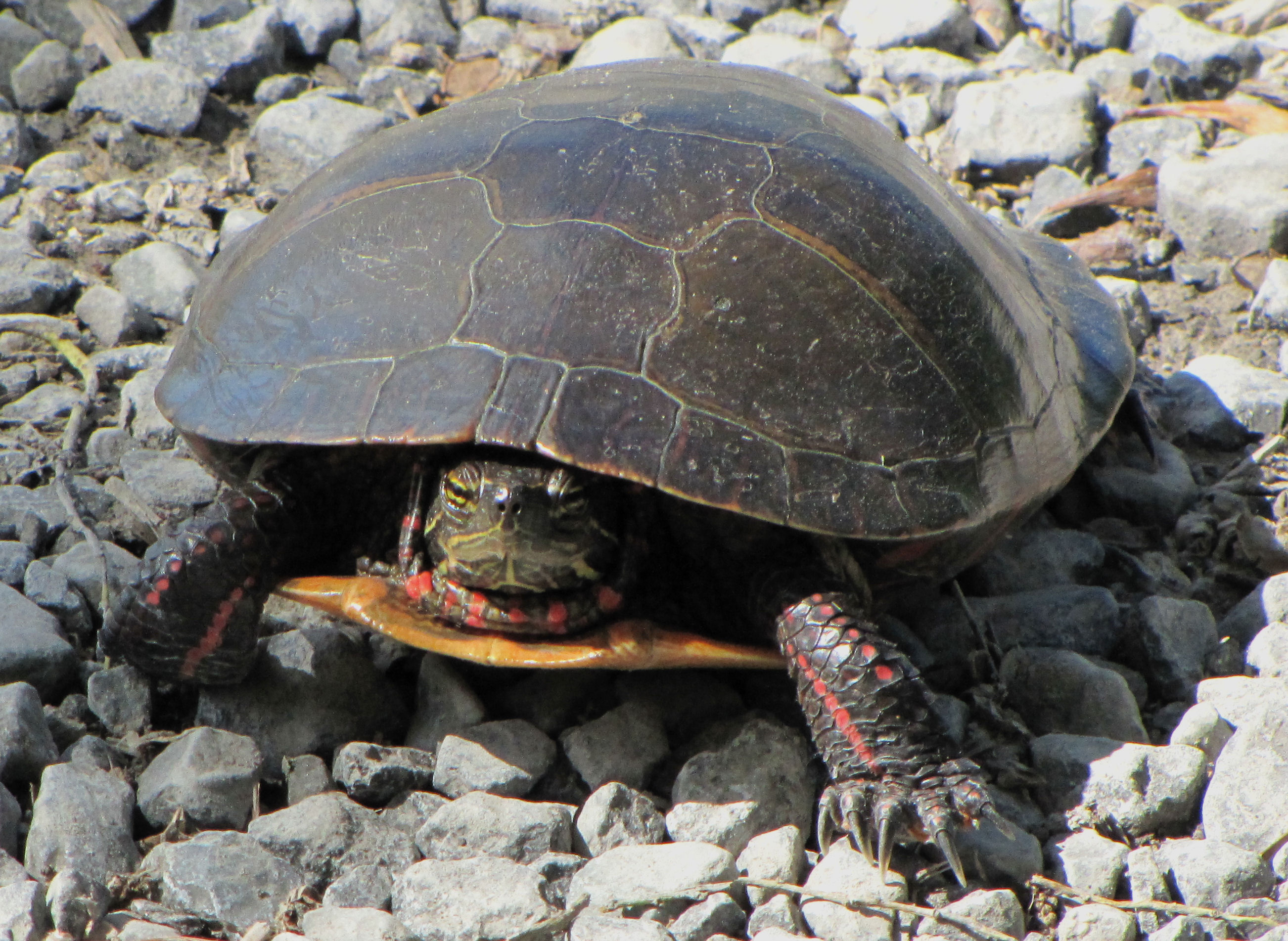

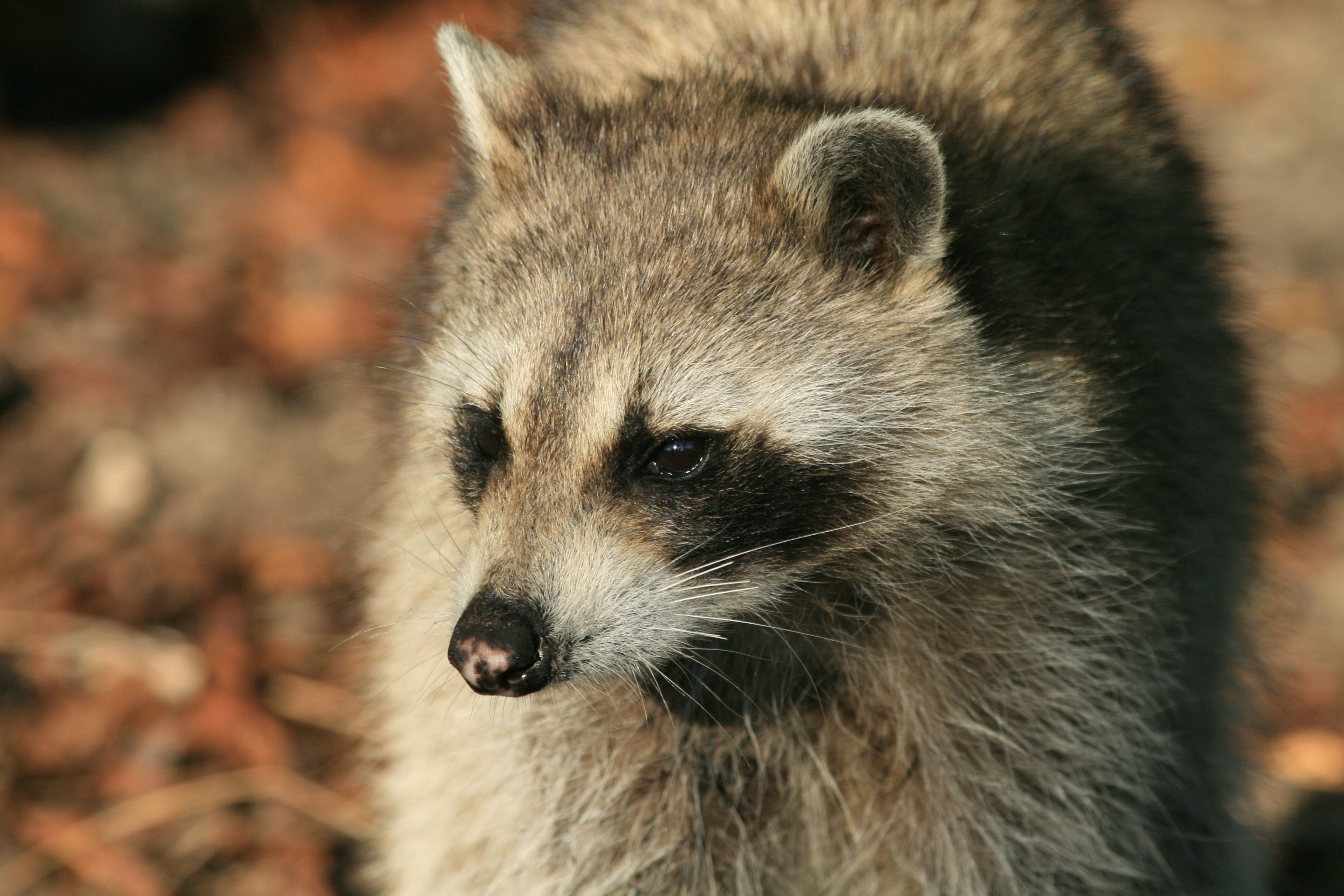

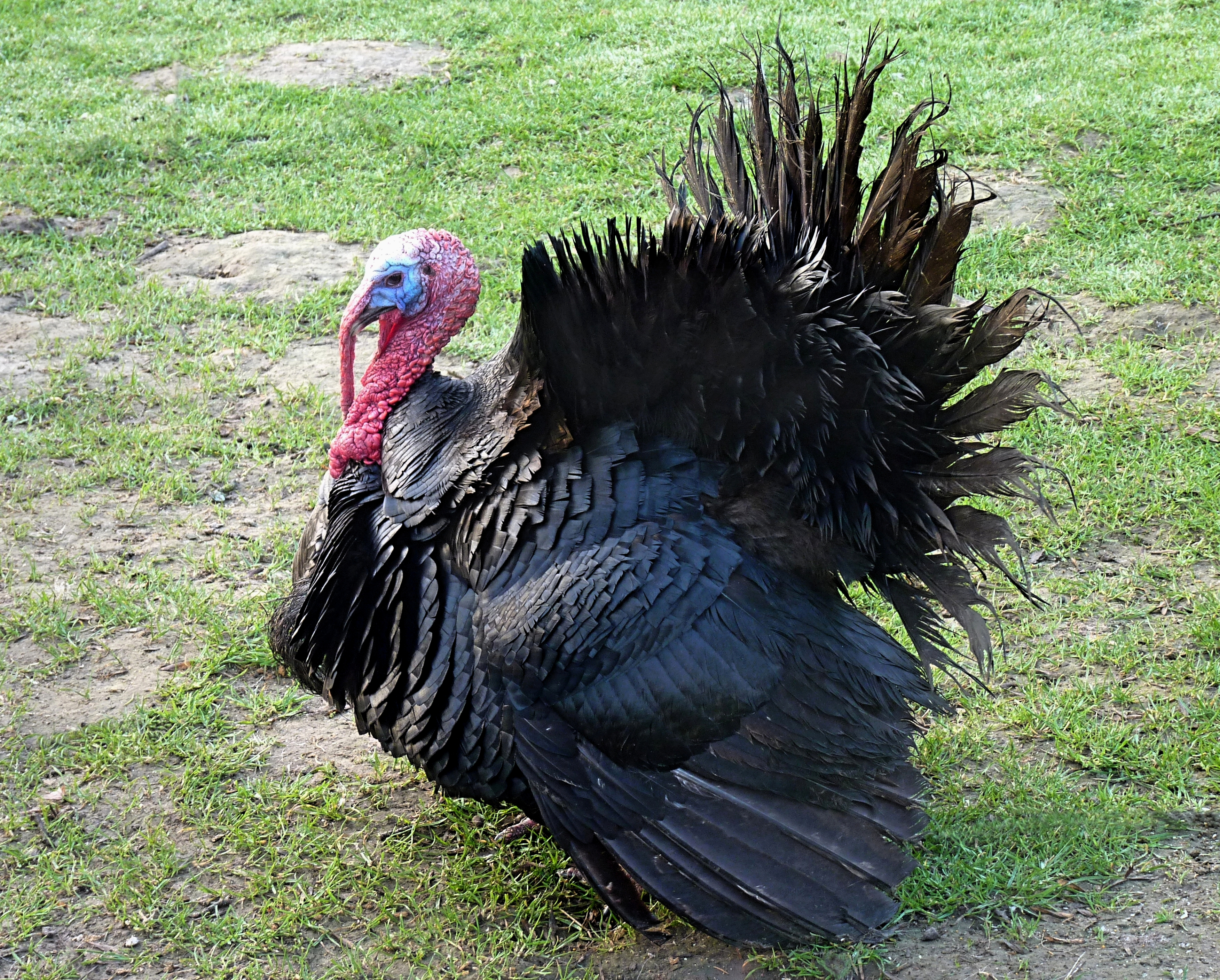

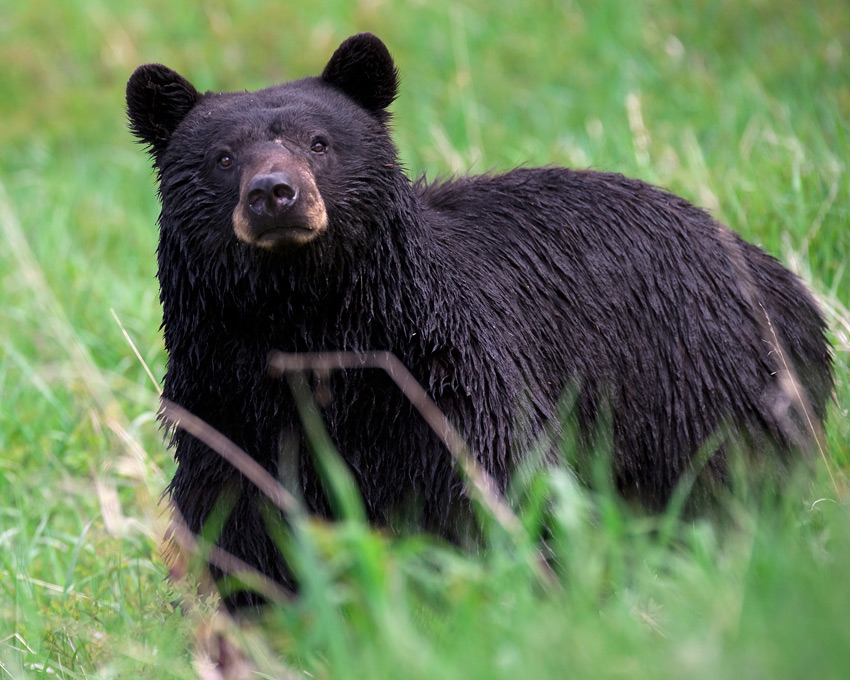

### Stamgrupper
Under historisk tid bildade shawneerna en lös stamkonfederation av fem olika grupper.
- Chillicothe, det heliga medicinknytets bevarare, var en av de två grupper från vilka konfederationens ledare kom.
- Hathawekela, askfolket, de äldsta bröderna, var den andra politiska gruppen.
- Pekowi, de näst äldsta bröderna, ansvarade för religion och ritual. Schamaner, talare och kurirer kom från denna grupp.
- Kispoko, de tredje bröderna, ansvarade tillsammans med Pekowi för kriget.
- Mekoche, den röda jordens folk, ansvarade för ceremonialism och helande.

### Klaner
Vid sidan av stamgrupperna fanns upp till 34 klaner. I början av 1800-talet var det 12 kvar.
- Ormen
- Sköldpaddan
- Tvättbjörnen
- Kalkonen
- Falken
- Vitsvanshjorten
- Björnen
- Vargen
- Bergslejonet
- Wapitihjorten
- Bisonoхen
- Trädet

### Patrilinjär tillhörighet
Tillhörighet till stamgrupper och klaner bestämdes patrilinjärt.

## Historia

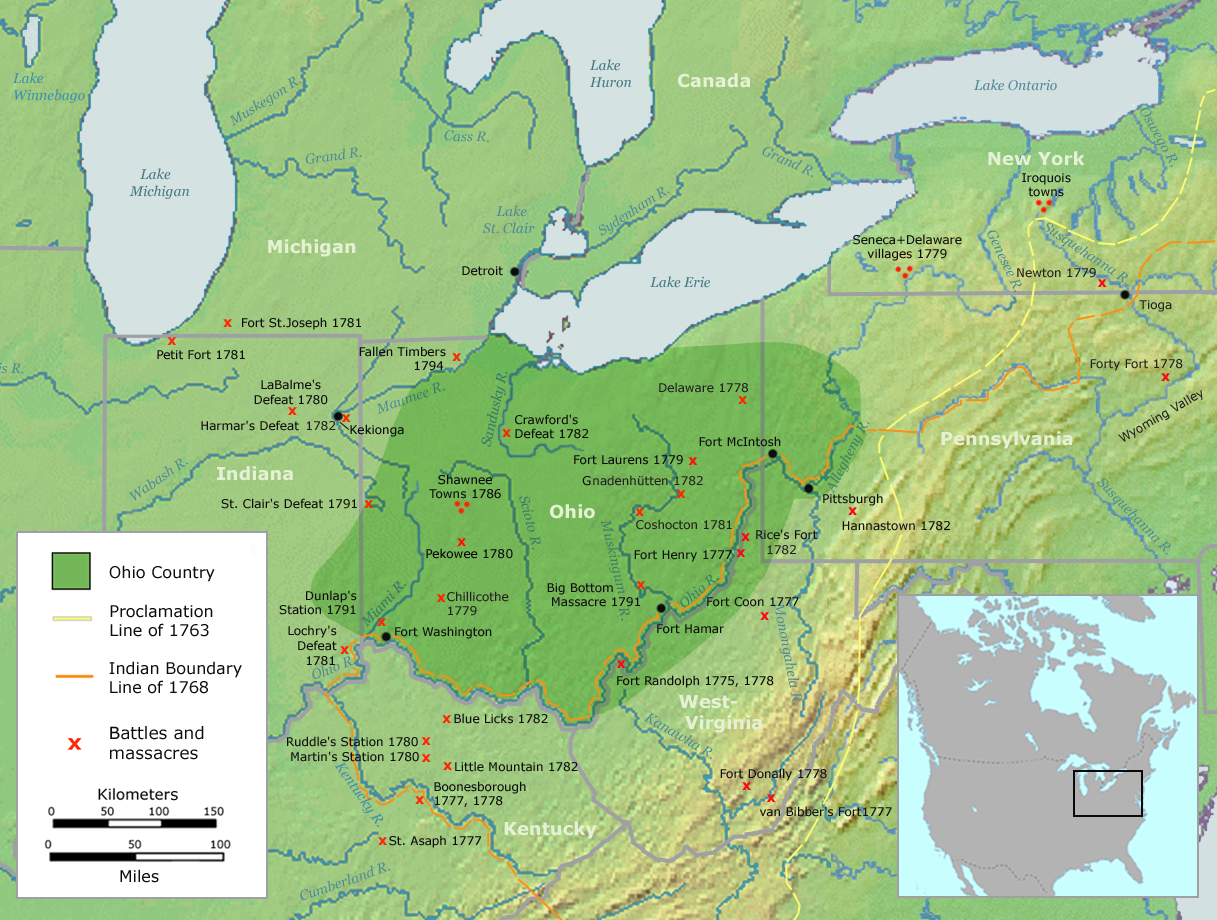
Ohiolandet med proklamationslinjen 1763 och Fort Stanwix-linjen 1768 samt platser för strider och massakrer.

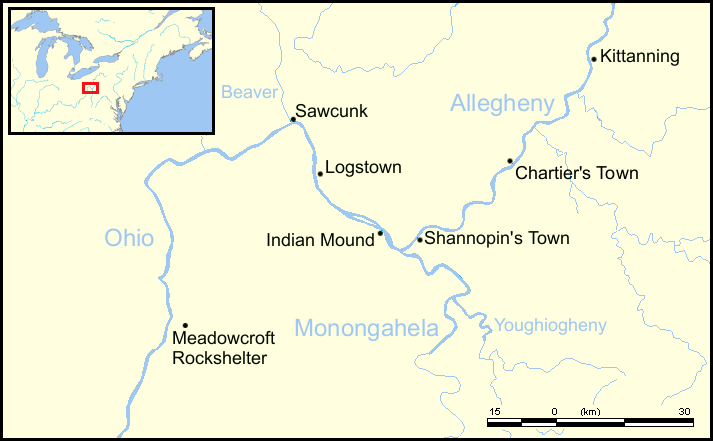
Karta som visar ursprungsbefolkningarnas bosättningar i området där Pittsburgh nu ligger.

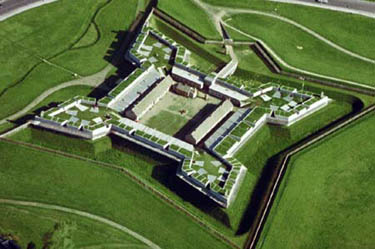
Fort Stanwix

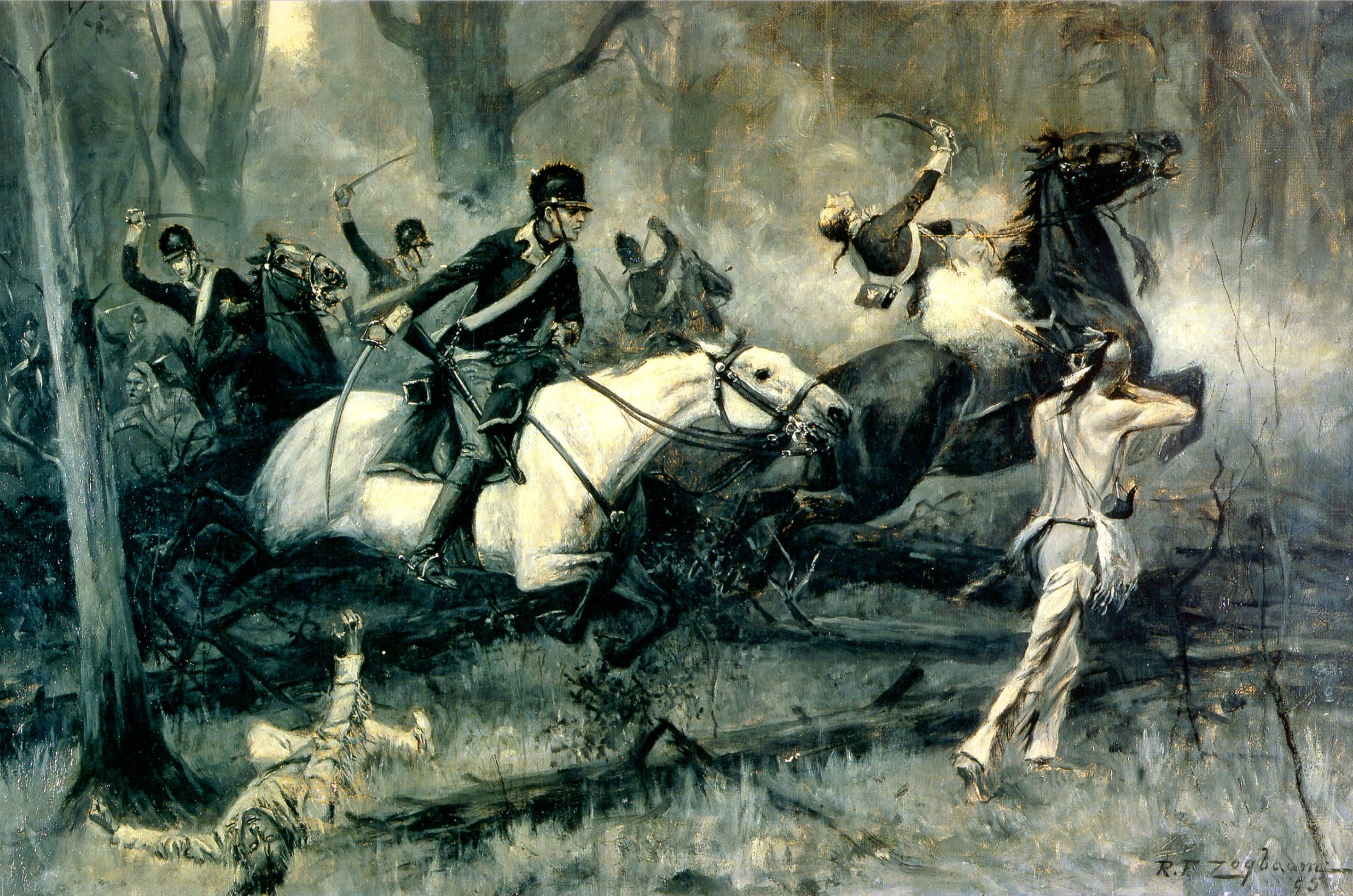
Strider under Nordvästra indiankriget.

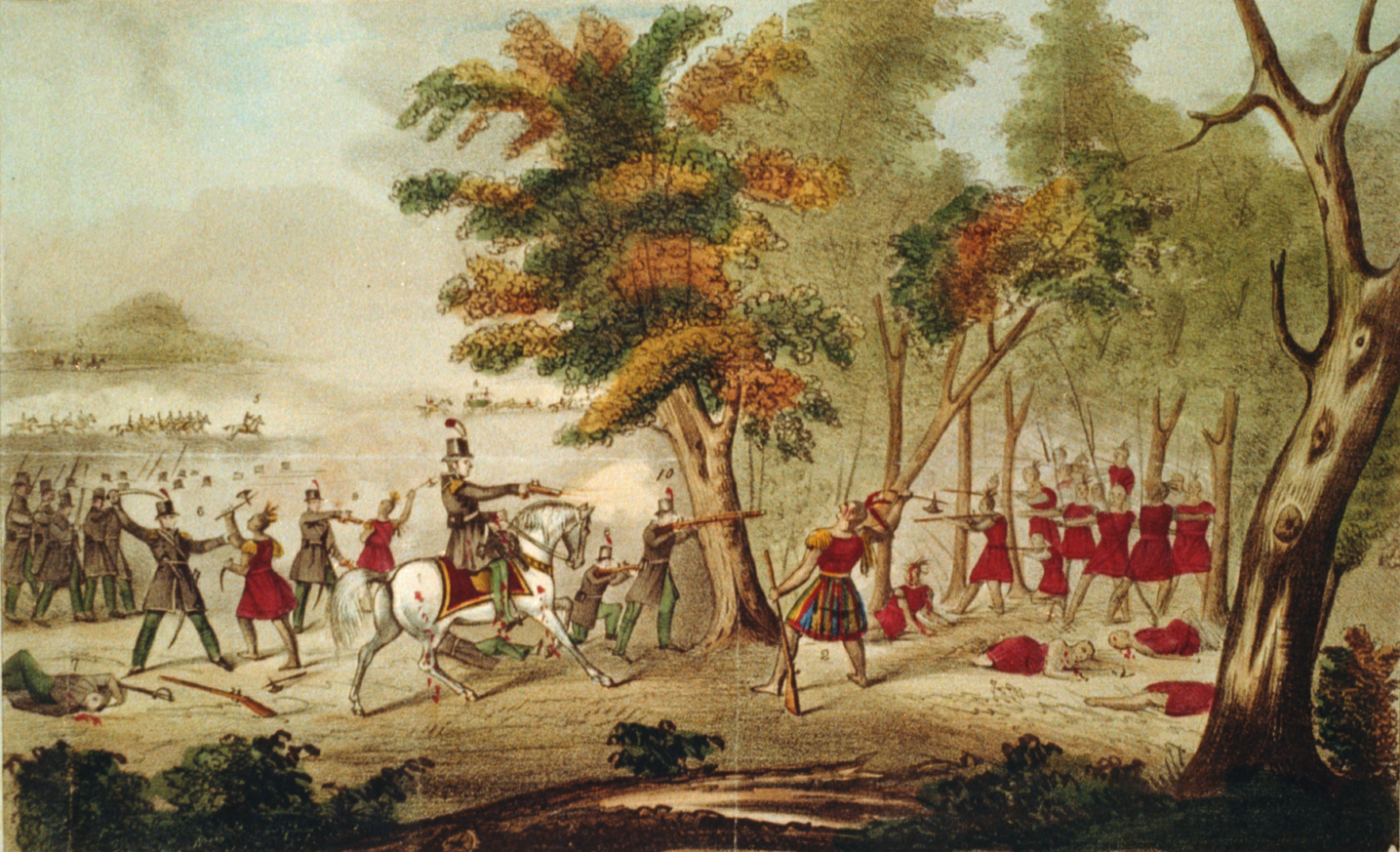
Strider under Tecumsehs krig.

### Ohiolandet 1680–1760
Irokesförbundet fördrev shawneerna från Ohiolandet någon gång före 1680. De fördrivna tog sin tillflykt till Illinois och till östra Tennessee, där de bedrev handel med spanjorerna i St. Augustine, Florida. Shawneer fann också en plats i Creekkonfederationen i Alabama. I början på 1700-talet fanns det shawneebosättningar även i Maryland och Pennsylvania. Men när Irokesförbundet genom ett tillägg till Nanfan-fördraget 1726 åter tvingade bort delar av shawneerna från Pennsylvania, började shawneer från alla tillflyktsorter omkring 1730 återvända till Ohiodalen, där de bosatte sig längs Scioto River. En annan återvändarvåg följde när britterna 1758 tog Fort Duquesne (Pittsburgh). Shawneerna övergav då inte bara sin bosättning Logstown 30 km nedströms fortet utan även Wyomingdalen i nordöstra Pennsylvania.

### Pontiacs uppror 1763
Under Pontiacs uppror deltog shawneerna i kampen mot britterna. De deltog förgäves i de försök som förgäves gjordes för att förhindra att Henri Bouquet och hans trupper skulle undsätta Fort Pitt (Pittsburgh) och även de blev drabbade av den biologiska krigföring som förordats av honom. Shawneerna tillhörde nämligen de grupper som drabbades av den smittkoppsepidemi som startades när den brittiska armén gav bort smittkoppsinfekterade filtar.

### Fördraget i Fort Stanwix 1768
Genom fördraget i Fort Stanwix 1768 fastställdes Ohiofloden som nordgräns för den vita jordbrukskolonisationens framträngande från New York, Pennsylvania och Virginia.  Fördraget väckte stort missnöje bland shawneerna, därför att det endast undertecknades av Irokesförbundet, trots att shawneernas jaktmarker i Kentucky avträddes. Shawneer och lenaper var även förbittrade över att hela den ersättning om  £ 10,000, som den brittiska kronan erlade enbart tillföll Irokesförbundet. Redan innan avtalet var undertecknat hade vita kolonister överskridit den fastställda indiangränsen.

### Lord Dunmores krig 1774
Shawneerna hade aldrig accepterat Fort Stanwix-fördraget och insisterade att jordbrukskolonisationen skulle följa den brittiska proklamationslinjen 1763. De protesterade våldsamt mot de lantmäteriaktiviteter som genomfördes i Ohio, bland annat av ombud för George Washington, eftersom de såg det som förberedelser för vidare kolonisation. Motsättningarna ledde till Lord Dunmores krig 1774, varunder fem av shawneernas byar förstördes av trupper från Virginia. Som ett resultat av kriget började shawneernas bosättningsområde förskjutas mot nordvästra Ohio, utom räckhåll för Virginias aggression.

### Amerikanska frihetskriget 1775–1783

#### Neutralitet
När frihetskriget bröt ut bekräftade de nya amerikanska myndigheterna genom fördraget i Pittsburgh 1775 Fort Stanwix-linjen mot att shawneer, lenaper och andra ställde sig neutrala under kriget. När Cornstalk, ledaren för shawneernas fredsfalang, 1777 mördades av amerikanska soldater, började dock shawneerna en serie anfall mot de amerikanska bosättningarna i Kentucky. Det nya kriget medförde en allmän utflyttning av shawneerna från området kring Scioto River till området kring Great Miami River i västra Ohio.

#### Krig
1778 ställde sig ett antal lojalistiska amerikaner som var ingifta bland Ohios indianer till det Brittiska Indiandepartementets förfogande och förde sina indianska släktingar i krig mot de upproriska kolonisterna. Så blev shawneerna indragna i kampen mellan de Tretton kolonierna och den brittiska kronan. 1779 misslyckades en amerikansk styrka att förstöra shawneernas huvudby Chillicothe. Året därpå lyckades dock Kentuckymilisen förinta både Chillicothe och Piqua. Under ett av de sista slagen under det amerikanska frihetskriget, Slaget vid Blue Licks, 1782 besegrades Kentyckymilisen. Som en hämnd brändes tre shawneebyar samma år. Kentuckymilisen genomförde också ett sista anfall mot de shawneer som fortfarande fanns kvar vid Chillicothe.

### Nordvästra indiankriget 1785–1794
Även sedan Parisfreden 1783 undertecknats mellan Förenta Staterna och Storbritannien, vilket gjorde USA till en självständig nation, fortsatte det Nordvästra indiankriget mellan Ohios indianer och amerikanerna. Indianerna understöddes av Storbritannien, som bibehållit ett antal gränsfästningar på amerikanskt territorium, därför att de amerikanska lojalisterna inte fick ersättning för den egendom som de fått konfiskerad under kriget. En amerikansk expedition mot Great Miami River-området förde stort antal shawnesiska kvinnor och barn till Kentycky. Shawneerna och deras förbundna i kampen mot den amerikanska kolonisationen tvingades nu dra sig tillbaka till området vid dagens Fort Wayne, Indiana. En del slog sig dock istället ned i södra Indiana. 1787 genomfördes en stor utvandring till spanska Louisiana av omkring 1 200 shawneer tillsammans med 600 lenaper.

### 1812 års krig
Tecumsehs krig, när en indiansk militärallians försökte fördriva de amerikanska bosättarna, övergick i 1812 års krig där alliansen stred som brittiska allierade mot de amerikanska trupper som försökte invadera Kanada via Detroit. Trots Tecumsehs ledarskap var shawneerna splittrade och många försökte inta en neutral hållning under kriget. Ohio-shawneerna förklarade sig neutrala i början på kriget. Missouri-shawneerna var neutrala, men en del tjänstgjorde som indianspejare åt Missourimilisen. Oavsett sitt ställningstagande för eller emot Förenta Staterna tvingades shawneerna sluta fördrag där de avstod sina marker och efter Indian Removal Act 1830 lämna Ohiodalen och flytta till Kansas och Oklahoma.

## Moderna shawneer

### Indiannationer
Det finns idag tre federalt erkända indiannationer; alla i Oklahoma.

#### Absentee Shawnee
Absentee-Shawnee Tribe of Indians of Oklahoma, består huvudsakligen av Hathawekela, Pekowi och Kispoko. Denna nation har sitt ursprung i den fredsivrande falang som under det Nordamerikanska frihetskriget inte ville slåss mot de amerikanska koloniserterna, utan flyttade från Ohio och slog sig ned i spanska Louisiana; i den sydöstra delen av vad som nu är Missouri. Där förlänades de 1793 mark av spanska kolonialmyndigheterna. Efter 1797 flyttade även de shawneer vilka tidigare ingått i Creekkonfederationen dit, liksom andra grupper från Ohio. Inflyttning av personer som tillhörde krigsfalangen ledde till interna motsättningar och i början av 1800-talet flyttade de flesta från fredsfalangen bort. Några hamnade i Arkansas och Oklahoma, ofta tillsammans med cherokeser och lenaper. Andra uppmuntrades av de spanska kolonialmyndigheterna att slå sig ned i Texas. Efter Texas självständighet fördrevs de dock från Republiken, som ett resultat av president Mirabeau B. Lamars etniska rensningspolitik. Shawneerna från Texas förenades sig då med sina landsmän i Oklahoma, där de från 1854 officiellt benämndes Absentee Shawnee av de amerikanska myndigheterna; dvs.de som inte bodde på det dåtida Shawneereservatet i Kansas (se nedan). De erkändes 1872 som en egen indiannation. 

#### Eastern Shawnee
Eastern Shawnee Tribe of Oklahoma består huvudsakligen av Mekoche. De har sitt ursprung i den blandade grupp av mingos och shawneer vilka 1831 flyttade direkt till ett reservat i nuvarande Oklahoma. När deras mingobröder bröt med gruppen började de shawneer som var kvar kalla sig Eastern Shawnee. De organiserade sig som en indiannation 1940.

#### Cherokee eller Loyal Shawnee
Denna nation är i modern tid organiserad som Shawnee Tribe och består huvudsakligen Chillicothe och Mekoche. Denna nation härstammar från de shawneer som förblev i Ohio. 1825 drog den amerikanska regeringen in den förläning spanjorerna givit åt shawneerna i Missouri och etablerade ett reservat i Kansas. Ohio-shawneerna tvingades flytta dit 1832-1835. De som då fortfarande bodde kvar i Missouri efter fredsfalangens avflyttning (se ovan) var en grupp kallad Black Bob efter sin ledare. De ville flytta till Oklahoma, men tvingades till Kansas. Reservatet i Kansas drabbades av svåra motsättningar mellan Ohio- och Black Bob-shawneer. När de amerikanska myndigheterna lade ned reservatet i Kansas och tvingade invånarna att flytta till Oklahoma, där Black Bob förenade sig med Absentee Shawnee (se ovan). År 1869 förenade sig Ohio-shawneerna i Oklahoma med Cherokesernas nation och slog sig ned på dess reservat. När cherokeereservatet och nationen upplöstes stod de utan stamorganisation.  Detta varade till år 2000 då ny federal lagstiftning tillät dem att bilda indiannationen Shawnee Tribe. De kallades tidigare även Loyal Shawnee därför att de förblev unionen trogna under det amerikanska inbördeskriget.

### Andra organiserade grupper

Ridgetop Shawnee

Efter Indian Removal Act hade genomförts, blev en liten och gömd indiansk befolkning kvar öster om Mississippi. De hade köpt land och levde bland en dominerande vit och engelsktalande befolkning med nya engelska efternamn. Shawneebyar i Ohio och Indiana var exempel på sådana bosättningar.
Utanför Oklahoma finns det idag fem organiserade shawnegrupper som inte är federalt erkända som indiannationer.
- The United Remnant Band of the Shawnee Nation
- Blue Creek Band
- East of the River Shawnee
- Piqua Shawnee Tribe - erkänd som indiannation av delstaterna Ohio och Alabama.
- Ridgetop Shawnee – erkänd som en indiannation av delstaten Kentucky.

### Moderna namngrupper
I modern tid har de tidigare klanerna efterträtts av sex namngrupper. Alla namngrupper finns representerade i alla stamgrupper. Tillhörigheten bestäms inte av härstamningen utan av vad individens egennamn betyder.
- Kalkonen - representerar namn från fågellivet.
- Sköldpaddan - representerar namn från vattenlivet.
- Hästen - representerar namn från betande djur som hästar och hjortar.
- Tvättbjörnen - representerar namn från djur med ramar och klor, som tvättbjörnen och björnen.
- Kaninen - representerar namn vilka betecknar en mild och fredlig läggning.